# Amble (Royaume-Uni)
Pour l’article homonyme, voir Amble.
Amble est une ville et une paroisse civile du Northumberland, en Angleterre.